# Georges Durand

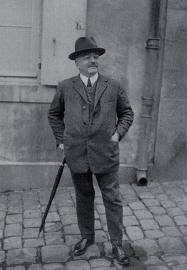
Georges Durand

Georges Durand (* 30. April 1864 in Fresnay-sur-Sarthe; † 3. Mai 1941 in Le Mans) war ein französischer Journalist und Motorsportfunktionär. Auf seine Idee, ein Langstreckenrennen für Tourenwagen zu veranstalten, geht das 24-Stunden-Rennen von Le Mans zurück.

## Leben
Durand beschäftigte sich ab Beginn des 20. Jahrhunderts mit den Themen Tourismus und Motorsport. 1904 gründete er das Syndicat d’Initiative des Alpes Mancelles und gab in weiterer Folge Tourismusführer heraus. Zur gleichen Zeit begann er als Journalist zu arbeiten und wurde Korrespondent des Touring Club de France.
Mit der Gründung des Automobile Club de l’Ouest wurde Durand Sportfunktionär und Sekretär des Clubs und war in dieser Funktion maßgeblich an der Organisation der ersten Großen Preise von Frankreich 1904 und 1906 auf einem Rundkurs bei Le Mans beteiligt. 1922 hatte er die Idee, ein Langstreckenrennen für Tourenwagen zu veranstalten, um damit die Leistungsfähigkeit ganz normaler Straßenwagen zu demonstrieren. Im Oktober desselben Jahres sprach er beim Pariser Autosalon Charles Faroux, den Herausgeber der Fachzeitschrift La Vie Automobile, darauf an, der sofort begeistert war. Sie zogen Emile Coquille, den französischen Vertreter von Rudge-Whitworth, hinzu und diskutierten die Möglichkeiten. Die ursprüngliche Idee, ein Rennen so auszutragen, dass acht Stunden Fahrzeit in die Nacht hinein reichen sollten, wurde verworfen. Man einigte sich schließlich auf ein Rennen das exakt 24 Stunden dauern sollte. Durand und Faroux arbeiteten das Reglement aus, Coquille stiftete den Rudge-Whitworth-Cup, der auch als Biennial-Cup bezeichnet wurde, und 100.000 Francs Preisgeld. Daraus entstand eine legendäre Motorsportveranstaltung, die bis heute existiert und an der seit 1923 alle namhaften Hersteller der Automobilgeschichte teilnahmen.
1931 wurde Georges Durand Officier de la Légion d’Honneur und erkrankte 1937 schwer, sodass er sich bis zum Ausbruch des Zweiten Weltkriegs aus allen seinen Funktionen zurückzog. Durand starb im Mai 1941 in Le Mans, wo 1945 eine Straße, die Avenue Georges Durand, nach ihm benannt wurde. 